# Arawa Kimura
Arawa Kimura (木村 現, Kimura Arawa, né le 8 juillet 1931 dans la préfecture de Hiroshima au Japon) est un footballeur japonais.